# Хайме де Марічалар
Хайме де Марічалар-і-Саенс де Техада (ісп. Jaime de Marichalar y Sáenz de Tejada; нар. 7 квітня 1963, Памплона, Іспанія) — іспанський аристократ, колишній чоловік інфанти Єлени — дочки короля Іспанії Хуана Карлоса I.

## Ранні роки та освіта
Хайме де Марічалар походить з наваррської баскської карлістської аристократичної сім'ї. Був третім серед шести дітей (п'ять хлопців та одна дівчина) Амаліо де Марічалар-і-Бругера, 8-го графа Ріпальди (13 травня 1912 — 26 грудня 1979), та Марії де ла Консепсьйон Саенс де Техада-і-Фернандес де Боаділья (3 січня 1929 — 13 березня 2014).
Хайме навчався в єзуїтських школах Бургоса, школі Сан-Естаніслао-де-Костка в Мадриді та Yago School у Дубліні.
Вищу освіту де Марічалар здобував у галузі економіки, за спеціальностями бізнес-адміністрування та маркетингу, проте диплома не отримав. З 1986 року працював у різних французьких фінансових компаніях у Парижі.

## Громадська діяльність
У січні 1998 року де Марічалара призначили головним радником виконавчого директора Credit Suisse First Boston у Мадриді. Також він працював радником у Sociedad General Inmobiliaria. Був президентом Winterthur Foundation, що займалася культурною діяльністю. 21 листопада 2008 року де Марічалар пішов з посади президента AXA Foundation — перейменованої Winterthur Foundation.
З 1995 року Хайме де Марічалар був членом Королівської кавалерійської збройної палати Севільї.
У 2001 році в де Марічалара стався інсульт, через що він відлучився від публічного життя.

## Шлюб та сім'я
Працюючи в Парижі, 1987 року Хайме де Марічалар познайомився з інфантою Єленою — дочкою тодішнього короля Іспанії Хуана Карлоса I та королеви Софії. 19 березня 1995 року вони одружилися. Вінчання відбулося у Севільському соборі. Перед одруженням батько інфанти, король Хуан Карлос І, надав дочці та зятеві титул герцогині та герцога де Луго. У шлюбі народилося двоє дітей: сина Феліпе (народився 17 липня 1998 року) та дочку Вікторію (народилася 9 вересня 2000 року).
13 листопада 2007 року було офіційно повідомлено про намір подружжя розлучитися. Документи про розлучення були підписані 25 листопада 2009 року. Розлученими герцог та герцогиня де Луго вважалися з грудня того ж року, а в січні наступного року їхнє розлучення внесли до цивільного реєстру Іспанської королівської родини.

## Нагороди
Іспанські
- Кавалер Королівської кавалерійської збройної палати Севільї[15]

Закордонні
- Австрія: Почесний знак «За заслуги перед Австрійською Республікою» (4 червня 1997)[16][17]
- Італія: Орден «За заслуги перед Італійською Республікою» (27 червня 1996)[18]
- Йорданія: Орден Незалежності Йорданії[19]
- Люксембург: Орден Дубового вінця[20]
- Швеція: Медаль з нагоди 50-річчя короля Карла XVI Густава[21]